# Chegemita
La chegemita és un mineral de la classe dels silicats, que pertany i dona nom al grup de la chegemita. Rep el nom del riu Chegem, ja que el mineral va ser descobert a la capçalera dels seus afluents.

## Característiques
La chegemita és un nesosilicat de fórmula química Ca₇(SiO₄)₃(OH)₂. Va ser aprovada com a espècie vàlida per l'Associació Mineralògica Internacional l'any 2008. Cristal·litza en el sistema ortoròmbic. La seva duresa a l'escala de Mohs es troba entre 5,5 i 6. És l'anàleg de la humita amb calci i hidròxid dominant, i l'anàleg amb hidròxid de la fluorchegemita.
Els exemplars que van servir per a determinar l'espècie, el que es coneix com a material tipus, es troben conservats al Museu Mineralògic Fersmann, de l'Acadèmia de Ciències de Rússia, a Moscú (Rússia), amb el número de registre: 3731/1, i el cristall utilitzat per la seva determinació estructural es troba dipositat al Museu d'Història Natural de Berna, a Suïssa, amb el número: nmbe 39571.

## Formació i jaciments
Va ser descoberta al xenolit núm. 1 del mont Lakargi, dins la caldera Verkhnechegemskaya, a la regió de Kabardino-Balkaria (Rússia). Diverses zones dins la caldera són els únics indrets a tot el planeta on ha estat descrita aquesta espècie mineral.